# Giuseppe Ravegnani

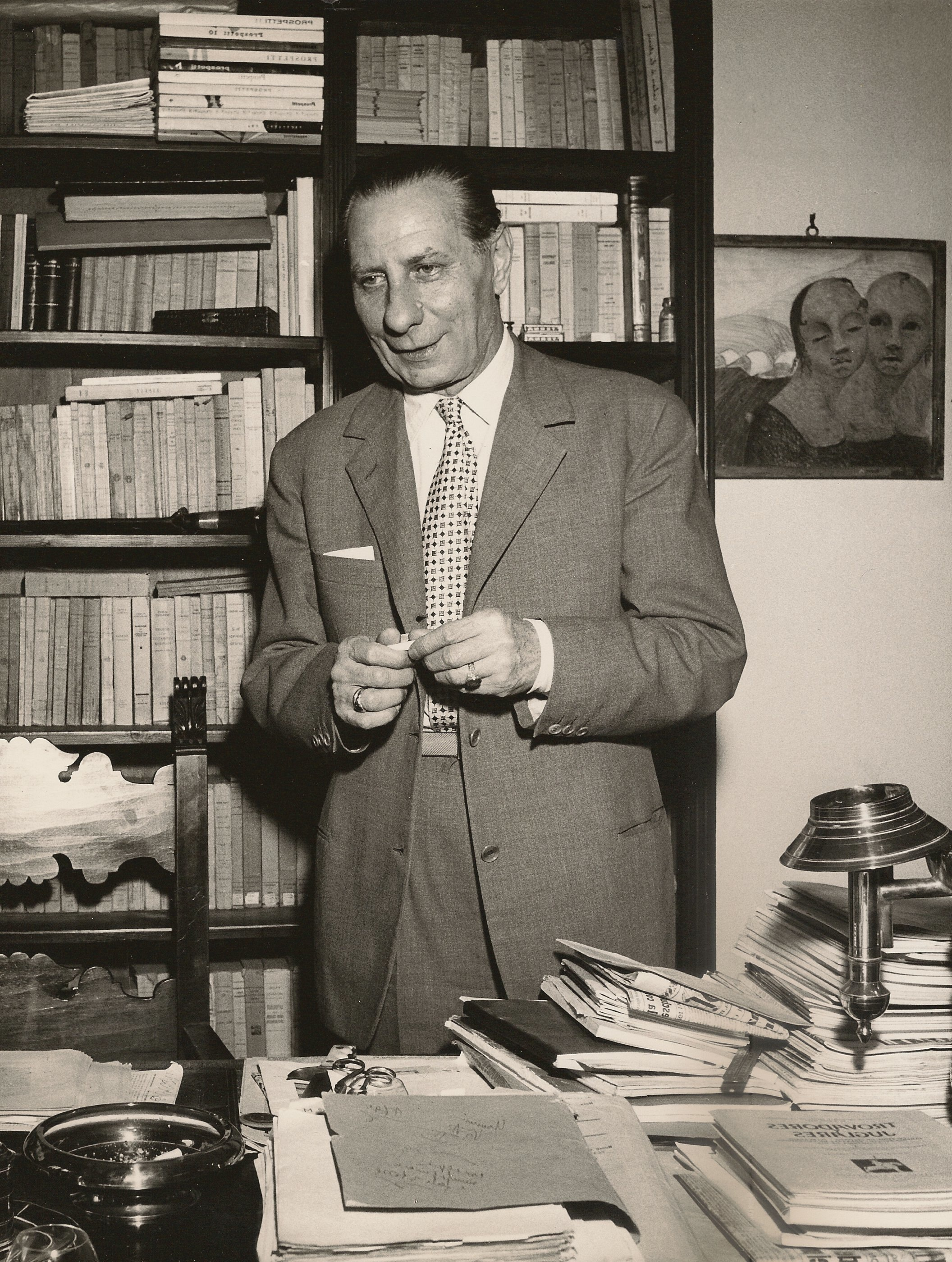
Giuseppe Ravegnani

Giuseppe Ravegnani (Coriano, 13 ottobre 1895 – Milano, 20 maggio 1964) è stato uno scrittore, critico letterario, giornalista, poeta, traduttore e archivista italiano.

## Biografia
Figlio di Adriano e Maddalena Carpi, che ebbero anche Clementina nata nel 1893, successivamente sposa di Vittorio Chailly. Romagnolo di origine, visse a Ferrara, Bologna, Roma, Venezia, Milano. Cominciò giovanissimo a scrivere poesie (la prima raccolta, Canti del cuculo, uscì nel 1914) e a fondare riviste (a 17 anni, con Italo Balbo, diede vita al periodico letterario Vere Novo). Partecipò in prima linea alla prima guerra mondiale. Tornato alla vita civile, per volere del padre si laureò in giurisprudenza a Ferrara nel 1922, successivamente frequentò anche la facoltà di lettere a Bologna. Il 9 febbraio 1922 sposò Nella Vasè, dalla quale ebbe due figli, Paolo (nato il 4 gennaio 1923) e Adriano (nato il 6 luglio 1924).
Nel 1935 ottenne la Libera Docenza in Letteratura italiana per eccezionali meriti. Dal 1933 al 1945 fu direttore della Biblioteca Ariostea di Ferrara, succedendo a Giuseppe Agnelli. Lo scrittore Giorgio Bassani, assiduo frequentatore dell'Ariostea, nel romanzo Il giardino dei Finzi-Contini, parla dell'intervento indiretto del direttore (nel testo nominato dottor Ballola) nella sua «estromissione» dalla Biblioteca stessa, in seguito alle leggi razziali del 1938. Si dedicò sempre al giornalismo militante, dirigendo il Corriere Padano di Ferrara e Il Gazzettino di Venezia; fu redattore capo e per lungo tempo membro del comitato di direzione del settimanale Epoca. Collaborò a numerosi quotidiani e periodici. Tra i quotidiani: il Resto del Carlino, La Stampa, Gazzetta del popolo, Il Giornale d'Italia (di cui è stato critico letterario sino agli ultimi giorni di vita), il Corriere della Sera e la sua edizione pomeridiana, Corriere d'Informazione. Tra le riviste: Solaria, Nuova Antologia, L'Osservatore politico letterario e Letterature moderne.
Diresse collane di poesia (tra cui Poeti dello Specchio insieme ad Alberto Mondadori e L'Arciere delle Edizioni Moderne di Canesi). Nel 1955 gli fu conferito il Premio Viareggio per la saggistica e, l'anno successivo, il Premio Marzotto per la saggistica. Nel 1964 ricevette il Premio Nazionale Sebeto Napoli per la poesia, mentre il 12 maggio 1965 gli fu assegnato, alla memoria, il premio La Madonnina del Comune di Milano.
Da non sottovalutare poi il suo grande interesse per la pittura, che lo fece diventare critico, mecenate e collezionista dei più bei nomi dell'arte italiana del primo Novecento. La sua biblioteca (formata da oltre 11.000 volumi e 4.000 opuscoli) e le sue carte furono acquistate nel 1989 dal comune di Pavia e confluirono nella biblioteca Civica Carlo Bonetta.

## Le opere

### Opere poetiche
La produzione poetica di Giuseppe Ravegnani è stata ben definita da Luigi Fiorentino: “per lui la poesia fu sempre occasione, non proposito. La poesia, sentimento dell'uomo, condiziona tutta la sua legge, non si lascia condizionare né da lotte sociali né da conflitti ideologici né da problemi contingenti. (...) Svoltosi nel clima dannunziano, crepuscolare, futuristico ed ermetico, egli volle dare ascolto a se stesso, collocandosi al centro tra gli opposti estremismi. Il risultato si può dire post-crepuscolare: respiro breve, tinte smorzate, parola dimessa”.
La sua formazione si apre nel periodo in cui Carducci, D'Annunzio e Pascoli dominano la poesia italiana, ma la sua produzione accoglie le modalità crepuscolari con venature pascoliane e, dalla terza raccolta in poi, quelle del frammentismo vociano. Come ha sottolineato Giovanni Titta Rosa, il tratto caratteristico della poesia di Ravegnani è lo “sfociare della visione del mondo esterno verso una rievocazione e meditazione pensosa delle sorti umane, non priva di una serena gnomicità”. Per Ravegnani, la poesia è frutto del vivere e i suoi versi, come osservato da Francesco Flora, sono ispirati da sentimenti assoluti: “in cui consiste ciò che nell'uomo è immutevole pur nella originalità di sempre nuovi affetti e invenzioni verbali, la sua qualità consapevole di uomo, in tutte le espressioni del suo sentire”.

### Traduzioni
Come traduttore, secondo quanto sostiene Nazareno Fabbretti, Ravegnani “ha sempre cercato di recuperare il significato dell'uomo-autore, oltre che dell'uomo-personaggio e per questo ha dato alle sue traduzioni il senso costante di una mediazione acuta, quanto rigorosamente umile e discreta”.

### Critica
La produzione critica di Ravegnani è importante per la storia del primo e del secondo Novecento. I suoi saggi ed articoli sono concepiti non per tracciare una storia della letteratura ma per testimoniare il decadere della letteratura ottocentesca e il sorgere della letteratura nuova per temi e forme. Tuttavia Ravegnani non fu mai un critico d'avanguardia, “Ravegnani ha mostrato con schiettezza e aperto volto la sua avversione alla critica estetica di derivazione crociana. (...) Egli ha sempre affermato quella continuità tra la vita e il libro, tra l'uomo e l'opera che altri critici, sulle orme del Croce, negavano. La conquista formale non aveva senso per lui se non era anche conquista umana”. I canoni della sua critica erano fondati sul buon gusto, sulla coscienza della tradizione, senza sottigliezze stilistiche, ma non per questo il suo discorso critico fu senza ossatura e nerbo, denso invece di motivi morali e psicologici. Fu critico alieno da polemiche anche se tutt'altro che rinunciatario: quello che per Ravegnani contava era la verità artistica, e quindi morale, dell'espressione.
I Contemporanei
La prima serie dei Contemporanei è del 1930, la seconda è del 1936 e l'ultima edizione riveduta,  ampliata e illustrata, uscì in due volumi nel 1960, ottenendo non piccola fortuna, sia in Italia sia all'estero. Giuseppe Ravegnani traccia un quadro obiettivo e concreto di quella letteratura del primo Novecento, attraverso l'esame di circa una cinquantina di scrittori (tra gli altri: D'Annunzio, Soffici, Montale, Pirandello, Beltramelli, Borgese, Deledda, Papini, Aleramo, Govoni, Vergani, Cecchi, Campana, Saba, Comisso, Bacchelli, Malaparte, Cicognani, Onofri, Campanile, Cardarelli, Baldini, Répaci, Palazzeschi, Bontempelli).
I sottotitoli delle varie parti (Il tramonto dell'Ottocento, Tra i due secoli, L'alba del Novecento, Tendenze e consuntivi, Alla ricerca di Dio, Gente di conoscenza, Personaggi del Parnaso) testimoniano il senso storico che il critico vuol dare alle sue pagine. Come evidenziato da Guido Piovene, gli scritti critici di Ravegnani sono ricchi di personaggi: egli trasforma ogni scrittore di cui parla in un personaggio del mondo letterario. Apprezza anche l'opera degli scrittori che critica, perché crede nella letteratura, senza legarsi a una poetica ristretta. I due volumi sono importanti anche per la complessa parte bibliografica, ricca di centinaia di voci, contributo importante per coloro che affrontano lo studio di sessant'anni di letteratura e di cultura italiana.
Secondo Francesco Casnati, “l'opera si può dire una storia del primo Novecento: la storia, cioè, di come appariva al critico quel nuovo tempo della nostra letteratura. (...) Anche il rapporto di testimonianza tra il critico e lo scrittore, le reazioni che il rapporto suscitava, aiutano a formulare il giudizio, e a situare, a distanza, le prospettive”.
Antologia dei poeti
Ideata da Giuseppe Ravegnani e da Giovanni Titta Rosa, è stata la prima antologia della poesia italiana condotta al di sopra di ogni polemica e di ogni limitazione ideologica e di scuola. L'antologia raccoglie in ordine cronologico sei generazioni di poeti: dall'ultimo Carducci ai giovanissimi nati intorno al 1930. Tutte le tendenze, le correnti, le scuole poetiche e letterarie del Novecento,  nei suoi maggiori esponenti (Carducci, Pascoli, D'Annunzio, Saba, Ungaretti, Montale, Quasimodo) e in quanti hanno variamente contribuito a dare una più articolata fisionomia storica alla medesima epoca, vi sono rappresentati, secondo un largo e coerente giudizio dei valori poetici individuali, implicito nella scelta dei testi, ed esplicitamente proposto o ragionato nelle singole introduzioni bio-bibliografiche.
L’Antologia è uno strumento criticamente illuminante del complesso svolgimento storico della poesia italiana del periodo, e una guida sicura per conoscerla e studiarla sistematicamente.
Uomini visti I e II
I due volumi di Uomini visti sono il proseguimento ideale dei suoi Contemporanei (1930 e 1936) e del Novecento letterario italiano (1939).
Il primo volume contiene sedici capitoli di ricordi (Ricordi letterari) e cinque ampi saggi monografici su Carrieri, Govoni, Moretti, Répaci e Valgimigli. Il primo capitolo è dedicato a Ferrara, la città in cui Ravegnani visse e lavorò a lungo, rievocata nella sua vita culturale e nei suoi uomini di lettere e di giornalismo dal primo Novecento alla Seconda Guerra Mondiale. Poi segue l'analisi delle più importanti riviste letterarie del primo Novecento (Voce, Leonardo, Lacerba, Fiera) attraverso la rievocazione del rapporto con gli animatori di quelle riviste: Papini giovane, Piovene ragazzo, Borgese prima e dopo l'esilio, De Pisis, Panzini, Beltramelli, Saba.
Il secondo volume contiene cinquantatré note (Noterelle critiche) su libri di recente uscita o riedizione (ma il discorso sempre si allarga a un profilo riassuntivo dell'autore o a un colloquio sulle tendenze della narrativa o della poesia del periodo). Gli scrittori esaminati sono, tra gli altri, Bacchelli, Ungaretti, Alvaro, Soldati, Rea, Manzini, Tobino, Gatto, Valeri, Quasimodo e Pavolini. Anche in questo volume ciascun libro viene presentato accanto al proprio autore. Chiude il libro una nota finale (Come una confessione: questa letteratura), che risulta una postfazione dello stesso Ravegnani.
I due volumi sono una commistione fra il ritratto, il saggio e la memoria, dove la narrazione passa dagli uomini ai loro libri, dalle lettere ai colloqui, dagli umori agli scritti, in un continuo scambio tra indagine critica, affettuosità amicale e cronaca di vita. Il lavoro è una miniera di notizie, una galleria di personaggi, un quadro di costume; ma è anche un'indagine della vita culturale italiana dei primi sessant'anni del Novecento.

### Studi bibliografici
L'opera critica di Ravegnani è “frutto della lunga dimestichezza del critico con i grandi autori del passato e, in specie, con quell'Ariosto che fu ed è per antonomasia il suo autore”. I volumi sull'Ariosto, I manoscritti dell'Ariostea, Annali delle edizioni ariostee, Saggio di un catalogo d'incunaboli, formano la produzione filologica e archivistica di Ravegnani, nata dall'aver diretto per oltre un decennio la Biblioteca Ariostea.

## Opere principali
Fra le opere più significative di Giuseppe Ravegnani troviamo:

### Poesia e Prosa
- I canti del cuculo (Visioni d'arte, 1914)
- Io e il mio cuore (Taddei, 1916) con illustrazioni di Mario Bellusi
- Sinfoniale (Taddei, 1918)
- Le due strade: poesie 1918-1920 (Taddei, 1921)
- Quattro canti (Degli Orfini, 1934)
- Quaderno (Testa, 1939)
- Febbre bianca (Ceschina, 1958)
- Ode alla luna di marzo e altre poesie. Prefazione di Francesco Flora (Maestri, 1960)
- Quasi una fiaba (Carpena, 1963)

### Traduzioni
- Antologia di novelle catalane (1926)
- P. Bertrana: Josafat (Alpes, 1927)
- J. Cocteau: I ragazzi terribili (Mondadori, 1947)
- La vita di Lazzarino di Tormes (Il Canguro, 1949)
- M. Sachs: Il Sabba (Mondadori, 1955)
- J. Green: Moïra (Mondadori, 1957)
- A. Malraux: La speranza (Mondadori, 1957)
- S. Ishihara: La stagione del sole (Mondadori, 1964)
- Il Siam (Mondadori, 1956), testo originale di P. Boulle, illustrato con fotogrammi tratti dal film di W. Disney Il Siam, serie Il mondo e i suoi abitanti
- Marocco - Uomini blu (Mondadori, 1957), testo originale di M. Croizard e P. Galante, illustrato con fotogrammi tratti dal film di W. Disney Uomini blu, serie Il mondo e i suoi abitanti
- Polinesia - Le Samoa (Mondadori, 1958), testo originale di P. Métais, illustrato con fotogrammi tratti dal film di W. Disney Polinesia - Le Samoa, serie Il mondo e i suoi abitanti

### Critica e Studi bibliografici
- I contemporanei. Prima serie. Prefazione di Arturo Farinelli (Bocca, 1930)
- I manoscritti dell'Ariostea (Olschki, 1933)
- Annali delle edizioni ariostee. Voll.i 2 (Zanichelli, 1933)
- Saggio di un catalogo d'incunaboli (S.A.T.E., 1934)
- I contemporanei. Seconda serie (Guanda, 1936)
- Dieci saggi. Dal Petrarca al Manzoni (Degli Orfini, 1937)
- Il Novecento Letterario Italiano (Testa, 1939)
- Uomini visti. Figure e Libri del Novecento. Voll.i 2 (Mondadori, 1955)
- Rievocazione di Filippo de Pisis (Lions Club, 1958)
- I contemporanei. Terza edizione riveduta e ampliata. Voll.i 2 (Ceschina, 1960)
- 14 pittori di Valtellina e Valchiavenna (Banca Popolare di Sondrio, 1961)
- D'Annunzio scrittore di lettere (Quaderni dell'Osservatore n. 10, Edizione dell'Osservatore politico letterario, 1971)

### Antologie
- Poesie di Corrado Govoni. 1903-1949 (Mondadori, 1961)
- Les Tentations. La vie et l'oeuvre de Grazia Deledda. Collection de Prix Nobel de Littérature. (Paris, Les Presses du Compagnonnage, 1962)
- Poeti futuristi (Nuova Accademia, 1963)
- L'Antologia dei poeti italiani dell'ultimo secolo. In collaborazione con Giovanni Titta Rosa (Martello, 1963)
- Répaci controluce. Antologia e critica (Ceschina, 1963)

### Saggi artistici
- Catalogo della mostra Rievocazione di Filippo de Pisis, Casa Romei, Ferrara, 15/6/1958

### Altre opere
- Con i nostri morti in testa, Ferrara, S.A.T.E., 1935.